# Sawin z Cypru
Sawin, biskup cypryjski – święty Kościoła prawosławnego żyjący na przełomie IV i V wieku.
Urodził się w fenickim mieście Likia. Dowiedziawszy się o znanym mnichu i ascecie Epifaniuszu z Cypru, Sawin skierował się do niego i przyjął postrzyżyny na mnicha. Przez następnych pięć lat udoskonalał się wraz ze świętym Epifaniuszem na pustyni. Sawin spisał również żywot i czyny świętego biskupa Epifaniusza. Ten, po wejściu na biskupią katedrę (Cypr), wyświęcić miał Sawina na prezbitera. Po śmierci swojego duchowego kierownika i nauczyciela święty Sawin stał się jego następcą na cypryjskiej katedrze. Mądry arcypasterz gorliwie wykonywał nową posługę, broniąc Kościoła przed heretykami. Zmarł w podeszłym wieku w połowie V wieku.
Jego wspomnienie liturgiczne w Cerkwi prawosławnej obchodzone jest 12/25 maja, tj. 25 maja według kalendarza gregoriańskiego.